# Karl Walter Bock
Karl Walter Bock (* 8. September 1935 in Pforzheim) ist ein deutscher Pharmakologe und Toxikologe. Er fungierte von 1987 bis 2000 als Professor sowie Direktor des Instituts für Toxikologie an der Eberhard Karls Universität Tübingen, und widmete sich insbesondere der Regulation und Einteilung der UDP-Glucuronosyltransferasen. Für seine Forschungsleistungen erhielt er unter anderem 2012 die Schmiedeberg-Plakette der Deutschen Gesellschaft für Experimentelle und Klinische Pharmakologie und Toxikologie.

## Leben
Karl Walter Bock wurde 1935 in Pforzheim geboren und absolvierte zunächst ein Studium der Pharmazie an der Albert-Ludwigs-Universität Freiburg, das er mit der Approbation zum Apotheker abschloss. Darüber hinaus studierte er in Freiburg und an der Freien Universität Berlin Medizin und erlangte 1964 in Freiburg die medizinische Promotion. Anschließend wirkte er von 1965 bis 1968 bei Helmut Holzer als Assistent am Biochemischen Institut der Universität Freiburg, bevor er von 1968 bis 1970 an der Rockefeller University in New York unter anderem beim späteren Nobelpreisträger George Emil Palade tätig war.
Nach seiner Rückkehr nach Deutschland ging er 1970 an das Institut für Toxikologie der Eberhard Karls Universität Tübingen, an dem er unter Herbert Remmer eine Anstellung als Assistent erhielt und sich 1973 für das Fachgebiet „Pharmakologie und Toxikologie“ habilitierte. Drei Jahre später übernahm er die Leitung der Abteilung „Biochemische Pharmakologie“ am Zentrum Pharmakologie und Toxikologie der Georg-August-Universität Göttingen, die er bis 1987 innehatte. Im gleichen Jahr kehrte er nach Tübingen zurück, wo er in Nachfolge von Herbert Remmer bis zu seiner Emeritierung im Jahr 2000 Direktor des Instituts für Toxikologie war.

## Wissenschaftliches Wirken
Schwerpunkt der Forschung von Karl Walter Bock war die Regulation von UDP-Glucuronosyltransferasen und die Einteilung der verschiedenen Isoformen dieser Enzyme, die für die Biotransformation sowohl körpereigener Stoffe wie des Bilirubins als auch vieler Fremdstoffe, darunter Arzneistoffe wie das Morphin, von wesentlicher Bedeutung sind. Darüber hinaus beschäftigte er sich mit den Mechanismen der toxischen Effekte von Dioxinen. Von 1993 bis 1997 war er Vorsitzender der Sektion Toxikologie der Deutschen Gesellschaft für Experimentelle und Klinische Pharmakologie und Toxikologie (DGPT).

## Auszeichnungen
Karl Walter Bock wurde im Jahr 2000 zum Ehrenmitglied der Europäischen Gesellschaft für Biochemische Pharmakologie gewählt. Die DGPT verlieh ihm 2012 mit der Schmiedeberg-Plakette ihre höchste Ehrung.

## Weiterführende Veröffentlichungen
- Karl Walter Bock: Reflections on a Scientific Journey. Verlag Dr. Hut, München 2005, ISBN 3-89-963191-9 (autobiografische Erinnerungen)